# Colombo Machado Salles
Pour les articles homonymes, voir Salles.
Colombo Machado Salles est un homme politique et ingénieur brésilien né à Laguna le 20 mai 1926 et mort le 14 novembre 2023 à Florianópolis,. Il est gouverneur de l'État brésilien de Santa Catarina de 1971 à 1975.
Le projet principal de son gouvernement est l'« Action de Développement de Santa Catarina », basée sur la redynamisation des centres urbains existants, pour stimuler la croissance économique et générer des répercussions sociales positives.
Son action la plus onéreuse est l'implantation de 85 000 lignes téléphoniques. Il porte également le projet de construction du pont qui porte aujourd'hui son nom, le pont Colombo Salles.